# George Montagu (4. książę Manchester)
George Montagu, 4. książę Manchester (ur. 6 kwietnia 1737, zm. 2 września 1788) – brytyjski arystokrata i dyplomata. Jego ojcem był Robert Montagu, 3. książę Manchester.
W latach 1761–1762 był posłem Izby Gmin z okręgu Huntingdonshire.
W 1783 roku był ambasadorem brytyjskim w Paryżu.